# Geoffrey de Sainte Croix
Geoffrey Ernest Maurice de Sainte Croix (Macau, 10 de fevereiro de 1910 – 5 de fevereiro de 2000) foi um historiador britânico, especialista na era clássica observada sob uma perspectiva materialista histórica.
Geoffrey de Sainte Croix nasceu em Macau e foi educado no Clifton College, em Bristol. Deixou a escola aos 15 anos e tornou-se aprendiz de contabilidade e solicitador, sem uma graduação em direito. Em 1926-40, de Ste. Croix exerceu como solicitador. 
Forte fisicamente, foi jogador de ténis, tendo numa ocasião vencido um jogo a Fred Perry. De Ste. Croix competiu no Torneio de Wimbledon em 1929. 
Durante a Segunda Guerra Mundial alistou-se na Royal Air Force, e esteve no Egipto, onde teve a oportunidade de expandir o seu conhecimento sobre línguas antigas. Com o fim da guerra, de Ste. Croix estudou história antiga na University College London. Em 1950-53 ensinou na London School of Economics e no então designado Birkbeck College (hoje Birkbeck, University of London), antes de ser nomeado fellow do New College (Oxford). Viveria em Oxford o resto da vida. 
Nos círculos académicos clássicos, de Ste. Croix — como expoente da abordagem epistemológica marxiana — esteve frequentemente envolvido em debates com Sir Moses Finley, partidário da análise sociológica Weberiana. Ambos trocaram argumentos por escrito, e os desentendimentos foram sempre civilizados.

## Obras principais
Os dois livros que tornaram de Ste. Croix muito conhecido são The Origins of the Peloponnesian War (1972) e The Class Struggle in the Ancient Greek World from the Archaic Age to the Arab Conquests (1982). Estudou a perseguição aos cristãos nos reinados dos imperadores romanos Trajano e Diocleciano. 
- The Origins of the Peloponnesian War, Duckworth, London 1972, ISBN 0715617281
- The Class Struggle in the Ancient Greek World from the Archaic Age to the Arab Conquests, Duckworth, London 1982, ISBN 071561701X